# Jason Piper
Jason Piper ist ein britischer Schauspieler, Tänzer und Synchronsprecher, bekannt durch seine Synchronrolle als Zentaur Bane in der Verfilmung des Harry-Potter-Romans Harry Potter und der Orden des Phönix.

## Leben
Jason Piper hat zwei Staffeln in der Hauptrolle des Schwans in Matthew Bournes Schwanensee in London und in der Promotion-Welttournee getanzt. Er hat in Bands namens CREON und GUS mitgespielt. Im November 2006 schloss sich Jason Kylie Minogue bei ihrer Showgirl Homecoming Tour an.
Er ist Tutor und Head of Dance bei der Kington University. Er hat für viele Shows Choreografien durchgeführt. Im Sommer 2009 wurde Matthew Bourne Mitglied von Dorian Gray als Basil und schloss die internationale Tour ab.